# راجر دلگادو
راجر دلگادو (انگلیسی: Roger Delgado؛ ۱ مارس ۱۹۱۸ – ۱۸ ژوئن ۱۹۷۳) یک هنرپیشه اهل بریتانیا بود. 
از فیلم‌ها یا برنامه‌های تلویزیونی که وی در آن نقش داشته است می‌توان به نبرد رود پلاته و آنتونیوس و کلئوپاترا اشاره کرد.